# Ronnie Montrose
Ronnie Montrose (29. listopadu 1947 – 3. března 2012) byl americký rockový kytarista. Spolupracoval s mnoha hudebníky, mezi které patří například Edgar Winter, Van Morrison, Dan Hartman, Gary Wright nebo Kathi McDonald. Byl členem skupin Montrose a Gamma.

## Diskografie

### Sólová alba
- Open Fire (1978)
- Territory (1986)
- The Speed of Sound (1988)
- The Diva Station (1990)
- Mutatis Mutandis (1991)
- Music From Here (1994)
- Mr. Bones (1996)
- Roll Over and Play Live (1999)
- Bearings (1999)

### Montrose
- Montrose (1973)
- Paper Money (1974)
- Warner Brothers Presents... Montrose! (1975)
- Jump On It (1976)
- Mean (1987)
- The Very Best of Montrose (2000)

### Gamma
- Gamma 1 (1979)
- Gamma 2 (1980)
- Gamma 3 (1982)
- Gamma 4 (2000)
- The Best of Gamma (1992)

### Ostatní (výběr)
- Van Morrison – Tupelo Honey (1971)
- Herbie Hancock – Mwandishi (1971)
- Edgar Winter Group – They Only Come Out at Night (1972)
- Van Morrison – Saint Dominic's Preview (1972)
- Van Morrison – The Philosopher's Stone (1972)
- Kathi McDonald – Insane Asylum (1973)
- Gary Wright – The Dream Weaver (1975)
- The Beau Brummels – The Beau Brummels (1975)
- Dan Hartman – Images
- Paul Kantner – Planet Earth Rock and Roll Orchestra (1983)
- Marc Bonilla – EE Ticket (1991)
- Marc Bonilla – American Matador (1993)
- Edgar Winter – The Real Deal (1996)
- Sammy Hagar – Marching To Mars (1997)